# Baise-moi
Baise-moi (mesmo título no Brasil) é um filme thriller policial francês de 2000, escrito e dirigido por Virginie Despentes e Coralie Trinh Thi, e baseado no romance homônimo de Virginie Despentes, publicado em 1994. Estrelado por Karen Lancaume e Raffaëla Anderson, o filme conta a história de duas mulheres que iniciam um frenesi de sexo e violência contra uma sociedade na qual se sentem marginalizadas.
Este filme recebeu ampla cobertura na mídia gráfica, devido à sua mistura de elementos violentos, rude realismo e sexo explícito, pelo qual foi censurado em vários países.

## Elenco
- Karen Lancaume como Nadine
- Raffaëla Anderson como Manu
- Céline Beugnot como blonde girl in billiard
- Adama Niane como man in billiard
- Marc Barrow como hotel clerk
- Delphine McCarty como roommate
- Patrick Eudeline como Francis
- Ian Scott como rapist #1
- Philippe Houillez como rapist #2
- Steven Jhonsson como rapist #3
- Titof como "cute guy"
- Ouassini Embarek como Radouane
- Sebastian Barrio como guy in swinging club
- Jean-Louis Costes como guy in swinging club

## Recepção
Baise-moi recebeu críticas geralmente negativas. O Rotten Tomatoes dá ao filme uma avaliação de 23% de "podre" com base em 57 avaliações, com uma média ponderada de 4,17 / 10. O consenso do site afirma: "Pesado no sexo e na violência, Baise Moi não é tanto uma ousadia quanto um trabalho desleixado." O filme também tem uma classificação de 35/100 no Metacritic, com base em 22 críticos, significando "críticas geralmente desfavoráveis".